# Janez Milko Metlika
Janez Milko Metlika, italijanski rimskokatoliški duhovnik in misijonar slovenskega rodu, * 13. julij 1918, Klanec pri Kozini, Avstro-Ogrska, † 1. junij 1991, Valparaiso, Čile.

## Življenje in drlo
Rodil se je v družini občinskega sluge Janeza in gospodinje Antonije Metlika rojene Pečar. Leta 1932 je v kraju Bagnole Piemonte v pokrajini Cuneo vstopil v semenišče salezijanske družbe sv. Janeza Boska. Že leta 1936 pa so ga poslali v Čile, kjer je končal gimnazijo in bogoslovje ter bil novembra 1947 posvečen v mašnika. V Čilu je nadaljeval študij in diplomiral še iz filozofije in psihologije ter postal profesor na gimnaziji. Ves se je posvetil delu z mladino in jo usmerjal v razne interesne dejavnosti. V življenu ga je vodilo eno samo geslo: »Bodi dober in vesel«. Med vsemi sloji prebivalstva je postal zelo priljubljen. Zadnjih dvajset, ko je postal škofijski duhovnik v Valparisariu ni bil več član salezijancev. Kot duhovnik je služboval še v krajih Santiago de Chile, La Serena, Concepción, Iquique in ponovno v Valparisariu.